# Artur Jędrzejczyk
Artur Marcin Jędrzejczyk (tiếng Ba Lan: [ˈartur jɛndˈʐɛjtʂɨk] ⓘ; sinh ngày 4 tháng 11 năm 1987) là một cầu thủ bóng đá chuyên nghiệp người Ba Lan thi đấu ở vị trí hậu vệ cho câu lạc bộ Legia Warsaw của giải Ekstraklasa.

## Sự nghiệp cấp câu lạc bộ

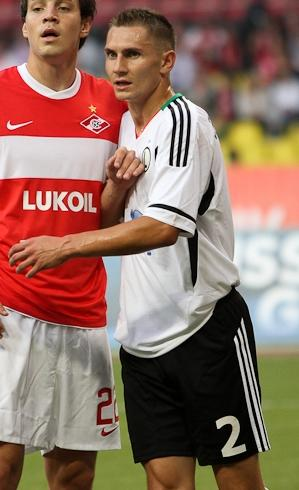
Jędrzejczyk with Legia in 2011

Anh đầu quân cho Legia vào tháng 8 năm 2006 từ Igloopol Dębica. Anh có hai mùa giải thi đấu cho mượn ở những hạng đấu thấp hơn rồi quay trở lại Legia đá mùa 2009-10. Ngày 7 tháng 8 năm 2010, anh đã ghi một cú hat-trick vào lưới Arsenal trong một trận đấu giao hữu. Trận đấu kết thúc với tỉ số chung cuộc là 5-6, đem về chiến thắng cho Arsenal.
Ngày 30 tháng 5 năm 2013, anh ký hợp đồng dài 3 năm với FC Krasnodar, kèm thêm điều khoản tự gia hạn hai năm vào tháng 12 năm 2014. Ngày 30 tháng 12 năm 2016, anh trở về đội bóng cũ Legia Warsaw.

## Sự nghiệp cấp đội tuyển
Ngày 12 tháng 10 năm 2010, anh có trận ra mắt màu áo tuyển Ba Lan trong một trận đấu giao hữu với Ecuador. Trận đấu kết thúc với tỉ số hòa 2-2.
Jędrzejczyk đại diện cho đội tuyển Ba Lan thi đấu tại Giải vô địch bóng đá châu Âu 2016, anh đá tất cả 5 trận ở vị trí hậu vệ trái trong hành trình của đội tiến vào tứ kết. Anh thiết lập nên hàng phòng ngự cùng người đồng đội của mình ở Legia Warsaw, Michal Pazdan. Tháng 5 năm 2018, anh có tên trong danh sách sơ bộ 35 tuyển thủ Ba Lan để tham dự Giải vô địch bóng đá thế giới 2018 tại Nga. Tháng 6 năm 2018, anh được lựa chọn trong danh sách chốt 23 tuyển thủ dự giải.

## Thống kê sự nghiệp

### Câu lạc bộ
Tính đến 8 tháng 4 năm 2021
| Câu lạc bộ          | Mùa giải            | Giải                   | Giải    | Giải      | Cúp     | Cúp       | Liên lục địa | Liên lục địa | Khác    | Khác      | Tổng cộng | Tổng cộng |
| Câu lạc bộ          | Mùa giải            | Giải                   | Số trận | Bàn thắng | Số trận | Bàn thắng | Số trận      | Bàn thắng    | Số trận | Bàn thắng | Số trận   | Bàn thắng |
| ------------------- | ------------------- | ---------------------- | ------- | --------- | ------- | --------- | ------------ | ------------ | ------- | --------- | --------- | --------- |
| Legia Warsaw        | 2006–07             | Ekstraklasa            | 1       | 0         | 0       | 0         | —            | —            | 1       | 0         | 2         | 0         |
| Legia Warsaw        | 2009–10             | Ekstraklasa            | 4       | 1         | 2       | 0         | 1            | 0            | —       | —         | 7         | 1         |
| Legia Warsaw        | 2010–11             | Ekstraklasa            | 14      | 0         | 1       | 0         | —            | —            | —       | —         | 15        | 0         |
| Legia Warsaw        | 2011–12             | Ekstraklasa            | 27      | 0         | 5       | 0         | 10           | 0            | —       | —         | 42        | 0         |
| Legia Warsaw        | 2012–13             | Ekstraklasa            | 25      | 2         | 8       | 1         | 5            | 0            | 1       | 0         | 39        | 3         |
| Legia Warsaw        | Tổng cộng           | Tổng cộng              | 71      | 3         | 16      | 1         | 16           | 0            | 2       | 0         | 105       | 4         |
| GKS Jastrzębie      | 2007–08             | I liga                 | 23      | 0         | 0       | 0         | —            | —            | —       | —         | 23        | 0         |
| Dolcan Ząbki        | 2008–09             | I liga                 | 28      | 2         | 0       | 0         | —            | —            | —       | —         | 28        | 2         |
| Korona Kielce       | 2009–10             | Ekstraklasa            | 11      | 1         | 2       | 0         | —            | —            | —       | —         | 13        | 1         |
| Krasnodar           | 2013–14             | Russian Premier League | 27      | 1         | 3       | 0         | —            | —            | —       | —         | 30        | 1         |
| Krasnodar           | 2014–15             | Russian Premier League | 14      | 0         | 2       | 0         | 9            | 0            | —       | —         | 25        | 0         |
| Krasnodar           | 2015–16             | Russian Premier League | 6       | 0         | 2       | 0         | 7            | 0            | —       | —         | 15        | 0         |
| Krasnodar           | 2016–17             | Russian Premier League | 13      | 0         | 0       | 0         | 8            | 1            | —       | —         | 21        | 1         |
| Krasnodar           | Tổng cộng           | Tổng cộng              | 60      | 1         | 7       | 0         | 24           | 0            | —       | —         | 91        | 2         |
| Legia Warsaw (mượn) | 2015–16             | Ekstraklasa            | 16      | 1         | 1       | 0         | —            | —            | —       | —         | 17        | 1         |
| Legia Warsaw        | 2016–17             | Ekstraklasa            | 16      | 1         | —       | —         | —            | —            | —       | —         | 16        | 1         |
| Legia Warsaw        | 2017–18             | Ekstraklasa            | 20      | 0         | 4       | 0         | 6            | 0            | 1       | 0         | 31        | 0         |
| Legia Warsaw        | 2018–19             | Ekstraklasa            | 31      | 3         | 3       | 0         | —            | —            | —       | —         | 34        | 3         |
| Legia Warsaw        | 2019–20             | Ekstraklasa            | 29      | 0         | 4       | 0         | 8            | 0            | —       | —         | 41        | 0         |
| Legia Warsaw        | 2020–21             | Ekstraklasa            | 20      | 0         | 4       | 0         | 4            | 0            | —       | —         | 28        | 0         |
| Legia Warsaw        | Tổng cộng           | Tổng cộng              | 116     | 4         | 15      | 0         | 18           | 0            | 1       | 0         | 150       | 4         |
| Tổng cộng sự nghiệp | Tổng cộng sự nghiệp | Tổng cộng sự nghiệp    | 325     | 12        | 41      | 1         | 58           | 1            | 3       | 0         | 427       | 14        |

1 Tính cả Siêu cúp Ba Lan và Cúp Ekstraklasa.

### Đội tuyển
Tính đến 4 tháng 12 năm 2022
| Ba Lan    | Ba Lan  | Ba Lan    |
| Năm       | Số trận | Bàn thắng |
| --------- | ------- | --------- |
| 2010      | 1       | 0         |
| 2012      | 1       | 1         |
| 2013      | 9       | 0         |
| 2014      | 4       | 1         |
| 2015      | 1       | 0         |
| 2016      | 12      | 1         |
| 2017      | 5       | 0         |
| 2018      | 4       | 0         |
| 2022      | 4       | 0         |
| Tổng cộng | 41      | 3         |

### Bàn thắng cho đội tuyển
Tính đến trận đấu vào ngày 12 tháng 6 năm 2016. Các bàn cho Ba Lan được liệt kê đầu, cột tỉ số chỉ bàn thắng sau mỗi trận đấu của Jędrzejczyk.
| # | Ngày                 | Nơi tổ chức                             | Lần ra sân thứ | Đối thủ       | Tỉ số | Kết quả | Giải đấu |
| - | -------------------- | --------------------------------------- | -------------- | ------------- | ----- | ------- | -------- |
| 1 | 14 tháng 12 năm 2012 | Mardan Sports Complex, Aksu, Thổ Nhĩ Kỳ | 2              | Bắc Macedonia | 3–0   | 4–1     | Giao hữu |
| 2 | 18 tháng 11 năm 2014 | Stadion Miejski, Wrocław, Ba Lan        | 15             | Thụy Sĩ       | 1–1   | 2–2     | Giao hữu |
| 3 | 1 tháng 6 năm 2016   | Stadion Energa Gdańsk, Gdańsk, Ba Lan   | 18             | Hà Lan        | 1–1   | 1–2     | Giao hữu |